# Lignières-la-Carelle
Lignières-la-Carelle korábbi község Franciaország Loire mente régiójában, Sarthe megyében. 2015. január 1-jén öt másik korábbi községgel egyesült és az így létrejött Villeneuve-en-Perseigne új község része lett.
Lakosainak száma 374 fő (2018. január 1.). Lignières-la-Carelle Montigny és Saint-Rigomer-des-Bois községekkel határos.

## Népesség
A település népességének változása:
| Lakosok száma | 384  | 376  | 374  |
|               | 2015 | 2017 | 2018 |